# Brigitte Hool
Pour les articles homonymes, voir Hool.
Brigitte Hool est une soprano suisse. Née en 1970 à Neuchâtel, elle est présente sur les scènes helvétiques (Lausanne, Neuchâtel, Vevey, Avenches) et internationales (Milan, Paris, Toulouse, Lyon, Nice, Japon, Brésil).

## Biographie
Brigitte Hool obtient un Diplôme de chant ainsi qu’un Diplôme de virtuosité au Conservatoire de Neuchâtel, puis se perfectionne auprès de Grace Bumbry à Salzbourg. À Modène, elle travaille avec Mirella Freni qui lui accorde une bourse au mérite, offerte par la Regione Emilia Romagna et la contribution du Fonds social européen.   
En parallèle à sa formation musicale, Brigitte Hool obtient une Licence en lettres ainsi qu’un Diplôme de journalisme à l’Université de Neuchâtel. Elle y reçoit les prix Werner-Günther et L’Express pour l’excellence de ses résultats.  
Elle fonde et anime le Chœur de l’Université de Neuchâtel.   
En 2016, Brigitte Hool publie un roman, Puccini m'aimait, aux éditions L'âge d'homme. 

## Carrière lyrique
- 2004 : La somnambule (Bellini) : Amina
- 2004 : Messe en si mineur (Bach) -- Festivale Barocco di Viterbo
- 2004 : Festival "Les sommets musicaux" de Gstaad
- 2005 : Carmen (Bizet), air de Micaela. Ouverture de la soirée de gala en l’honneur des cinquante ans de carrière de Mirella Freni, au Théâtre de Modena, sous la direction d’Aldo Sisillo.
- 2006 : Monsieur Choufleuri (Offenbach) -- direction : Jérémie Rhorer ; production : Opéra de Lyon ; mise en scène : Laurent Pelly -- Grenoble, Lyon (direction : Benjamin Levy)
- 2006 : La veuve joyeuse (Franz Lehár), rôle de Hanna -- Orchestre symphonique neuchâtelois, direction : Théo Loosli, tournée en Suisse[1]
- 2006 : Manon (Massenet), rôle de Poussette -- Scala de Milan, direction : Ion Marin, mise en scène : Nicolas Joel
- 2006 : Le Turc en Italie (Gioacchino Rossini) : Zaida -- Opéra de Lausanne[2]
- 2007 : La flûte enchantée, (Mozart) rôle de la Première dame -- Orchestre national du Capitole de Toulouse[3]
- 2007 : Amelia al Ballo (Gian-Carlo Menotti), rôle d'Amelia --  direction : Bruno Ferrandis, mise en scène : Eric Vigié, Opéra-Comique (Paris)
- 2008 : La vie parisienne (Offenbach), rôle de Pauline, Opéra de Lyon
- 2008 : Carmen (Bizet), rôle de Micaëla -- Vichy, Lausanne, Japon[1]
- 2008 : La Traviata : Flora Bervoix -- Opéra de Lausanne[4]
- 2009 : Don Giovanni : Zerlina (Vevey) -- Arènes d’Avenches[5]
- 2009 :  La Périchole (Offenbach) -- Lausanne[6]
- 2011 : Un requiem allemand (Brahms) --  Église St. Nikolaus, Bremgarten[7]
- 2011 : Opus X (Sylvain Muster) -- Temple du Bas, Neuchâtel[8]
- 2012 : L'amour masqué (Messager) -- Opéra national de Bordeaux[9]
- 2013 : Orphée aux Enfers (Offenbach), rôle d'Eurydice -- Marseille[10]
- 2013 : récital (Gershwin, Rameau, Mozart, Bellini, Gounod), Orchestre de chambre de Toulouse[11]
- 2016 : La vie parisienne (Offenbach), rôle de la Baronne de Gondremarck, Lausanne[12]
- 2017 : récital (Verdi, Bizet, Bellini…), avec Rubén Amoretti et Bernard Richter --  Château de Cormondrèche, Neuchâtel[13]
- 2017 : Aïda (Verdi), rôle de Aïda --  Théâtre du Passage, Neuchâtel[14]
- 2018 : récital (Mozart, Saint-Saëns, Bach, Bellini, Puccini, Fauré, Massenet), avec Ariane Haering et Carole Haering et l’ensemble à cordes La Stravaganza[15]

## Distinctions
- Premier prix, concours international Premio-Argiris
- Premier prix, concours de chant « Lyons », Bruxelles
- Prix Culturel Vaudois de l'artiste lyrique, 2008[16]

## Discographie
- 1998 : Les sonnets d’amour, poèmes de Pablo Neruda pour soprano et piano. Sonnets 17, 24 et 44 (avec Nicolas Bolens, piano). Éditions Cyprès
- 2008 : La vie parisienne (Offenbach), Opéra de Lyon. Virgin Classics (EMI Music)

## Vidéographie
- 2008 : La Rondine, « Ch'il bel sogno » (Puccini)
- 2008 : « Notte, cupa, truce ». Mefistofele (Arrigo Boito)
- 2006 : Monsieur Choufleuri (Offenbach) -- Opéra de Lyon
- 2009 : Laudate Dominum (Mozart) -- Festival de Saint-Prex
- 2009 : Les contes d'Hoffmann -- Paris
- 2009 : Amelia al Ballo (Menotti) -- Opéra de Lausanne
- 2011 : Opus X (Sylvain Muster), rôle de la directrice -- Temple du Bas, Neuchâtel
- 2012 : L'amour masqué (André Messager et Sacha Guitry) -- Opéra national de Bordeaux
- 2016 : Rusalka (Dvořák)